# Albertinerkloster auf dem Schlafenden Berg
Das Einsiedlerkloster der Albertiner (Dritter Orden der Franziskaner) und die zugehörige Holzkirche wurde 1912 im Zakopane-Stil entworfen und in der Nähe der Alm Kalatówki auf dem Schlafenden Berg in der Westtatra erbaut. Den Grund stiftete Władysław Zamoyski. Das Kloster ist dem Heiligen Bruder Albert gewidmet, der unweit eine Einsiedelei in der Wildnis der Tatra bewohnt hatte. Es wurde von den Mönchen Leon, Anioł und Bonawentura ausgebaut. Nach einem Brand im Jahr 1977 wurden Kloster und Kirche im Neo-Zakopane-Stil bis 1984 wieder aufgebaut. Das Kloster wird von mehreren Mönchen bewohnt, die in der Armenfürsorge tätig sind und sich hier zum stillen Gebet und zur Meditation in der Natur zurückziehen.

## Geographische Lage
Kirche und Kloster befinden sich in der Gemeinde Zakopane im Bystra-Tal auf dem Gebiet des Tatra-Nationalparks in der Westtatra. In der Nähe des Heiligtums befindet sich die Alm Kalatówki. Die Kirche liegt auf etwa 1.200 Meter Höhe und ist von dichtem Wald umgeben.

## Tourismus
In der Nähe der Kirche verläuft ein gelb markierter Wanderweg im Tatra-Nationalpark.
- ▬ gelb markierter Wanderweg vom Albertinerinnenkloster auf den Schlafenden Berg